# Rafael Cusí i Furtunet
Rafael Cusí i Furtunet (Garriguella, Alt Empordà, 25 de març de 1880 — Barcelona, 18 de gener de 1962) fou un farmacèutic català.
Fill d'Abdó Cusí Jordà, viticultor, i de Serafina Furtunet Dalí. Es llicencià en farmàcia a la Universitat de Barcelona el 1902 i es doctorà a Madrid el 1904. Amplià estudis a Alemanya i va treballar com a auxiliar de laboratori d'assajos i valoració de medicaments de l'Institut Farmacèutic de la Universitat de Berlín els anys 1906-1907. Els anys 1918 i 1919 va ser professor a l'Escola Industrial de Barcelona del grup "Estudi científic dels productes mercantils i les seves transformacions". I a partir de 1925 va treballar als Laboratoris del Nord d'Espanya, al Masnou, amb el seus cosins Joaquim Cusí i Furtunet, que n'era director general, i Carles Cusí i Furtunet. Als Laboratoris del Nord d'Espanya va ser director tècnic de laboratori d'assajos i investigacions.
Va destacar com a escriptor, col·laborant en la traducció de diverses obres importants com la de la Enciclopedia Química Industrial de Thorpe (1919- 1923), en la Pharmacopendium d'Hugo Rosemberg (1925), així com en l'Enciclopèdia Espasa (1907-1912) escrivint diversos articles de química, botànica, agricultura i mineralogia. També va escriure a la Revista de Farmacia i El Restaurador Farmacéutico, i a altres revistes professionals de la ciutat de Barcelona. Publicà, entre altres obres, Indústria de l'àcid làctic (1919), Antisépticos modernos (1926) i Monitor de la farmacia (1927).